# Северный Двор
Северный Двор (яп. 北朝 хокутё:), также северные претенденты или претенденты Асикага — общее название шести претендентов на пост императора в средневековой Японии, с 1336 по 1392 год, в период Намбокутё, противостоявших Южному Двору. Царствующая в настоящее время в Японии императорская династия является потомками северных претендентов.
Разделение японского императорского двора на южный и северный восходит к императору Го-Сага, правившему с 1242 по 1246 год. Ему последовательно наследовали два его сына, император Го-Фукакуса и император Камэяма. В 1272 году Го-Сага умер и завещал своим сыновьям установить такой порядок наследования престола, при котором представители происходящих от них двух линий наследования могли бы занимать пост императора поочерёдно. Порядок был установлен, но оказался крайне неэффективным и привёл к соперничеству претендентов на престол.
В 1333 году император Го-Дайго (потомок Камэямы) установил трёхлетнее абсолютистское правление, известное как реставрация Кэмму и прекратившее существование сёгуната Камакура. В ответ сёгуны провозгласили императором Когона, родственника Го-Дайго, сына предыдущего императора Го-Фусими и потомка Го-Фукакусы. После окончательного поражения сёгуната Камакура Когон отказался от претензии на престол, однако новые сёгуны Асикага поддержали его брата Комё, а затем двух его сыновей. Таким образом, семья Когона образовала альтернативный двор, который известен как Северный благодаря своему расположению в Киото, севернее, чем двор императора в Ёсино. Двор наследников Го-Дайго при этом был известен как Южный.
В 1392 году император Южного Двора Го-Камэяма потерпел поражение и отрёкся от престола в пользу правнука Когона, императора Го-Комацу. На этом раскол императорского двора закончился. Несмотря на победу Северного Двора, именно Южный Двор рассматривается как законный в период раскола, а члены Северного Двора называются «претендентами». Один из потомков Южного Двора, Кумадзава Хиромити, на этом основании после Второй мировой войны объявил себя императором, заявив, что император Хирохито, происходящий от Северного Двора, не является законным. Кумадзава Хиромити смог доказать своё происхождение от Южного Двора и не был арестован за оскорбление величества.
Го-Камэяма достиг договорённости с Го-Комацу о том, что чередование императоров из двух линий наследования будет продолжено, и императоры будут править поочерёдно по десять лет. На практике план наследования так и не был осуществлён: сам Го-Комацу правил двадцать лет и назначил наследником собственного сына.

## Императоры Северного Двора
1. Император Когон (1332—1333)
2. Император Комё (1336—1348)
3. Император Суко (1348—1351)
4. Император Го-Когон (1352—1371)
5. Император Го-Энъю (1371—1382)
6. Император Го-Комацу (1382—1392, затем император Японии с 1392 по 1412)